# Giacomo Legi

Giacomo Legi, Jonge man in een voorraadkast (ca. 1610-1638)

Giacomo Legi (waarschijnlijk Luik, ca. 1600 - Milaan, 1640) was een Zuid-Nederlands kunstschilder van de barok. Legi, was voornamelijk actief in Italië in de eerste helft van de 17e eeuw.

## Biografie
Er is weinig bekend over het vroege leven van Legi. Zijn oorspronkelijke naam is niet met zekerheid bekend en men gelooft dat zijn Italiaanse naam is afgeleid van zijn geboortestad Luik (Liegi in het Italiaans), in het huidige België.
Hij verhuisde naar Genua om er te werken als leerling in het atelier van zijn zwager Jan Roos, een Vlaams schilder die voor zichzelf een naam had gemaakt in Genua en getrouwd was met een lokale vrouw.  Jan Roos was gespecialiseerd in stillevens en markttaferelen. Geïnspireerd door zijn leermeester, werd Legi een meester van het stilleven en van genrestukken. Roos en Legi speelden een belangrijke rol in de ontwikkeling van het barokke stilleven in Italië.
Tijdens zijn verblijf in Genua werkte hij samen met de plaatselijke schilder Domenico Fiasella.
Hij verhuisde voor de behandeling van een ziekte naar Milaan, waar hij in 1640 overleed.

## Werken
- Markt, Olieverf op doek, 150×186 cm, Galleria di Palazzo Bianco, Genua[4]
- Keuken, Olieverf op doek, 150×186 cm, Palazzo Tursi, Genua
- Keuken met levende en dode dieren met jonge man, Olieverf op doek, 99×147 cm, Musée des Beaux-Arts de Bordeaux, Bordeaux
- Keuken met dieren, hangende ham, pannen en kok, Olieverf op doek, 112×142 cm, Musée des Beaux-Arts de Bordeaux, Bordeaux
- Keuken met dieren, fruit, groenten en een mannelijk personage, olieverf op doek, privécollectie, Genua
- De Waarzegger, Olieverf op doek, in samenwerking met Domenico Fiasella, Albergo dei Poveri, Genua
- Keukeninterieur, Olieverf op doek, privécollectie[5]

- Biografisch Portaal: 58876995
- Digitale Bibliotheek voor de Nederlandse Letteren: legi001
- Gemeinsame Normdatei: 140109609
- International Standard Name Identifier: 0000 0003 5546 7196
- RKD-Nederlands Instituut voor Kunstgeschiedenis: 49080
- Union List of Artist Names: 500004375
- Virtual International Authority File: 95707468